# المشرف (وشحة)

تعديل مصدري - تعديل

المشرف هي إحدى قرى عزلة بنى سعد بمديرية وشحة التابعة لمحافظة حجة، بلغ تعداد سكانها 75 نسمة حسب تعداد اليمن لعام 2004.